# ديفون هودغز
ديفون هودغز (بالإنجليزية: Devon Hodges)‏ (26 يوليو 1984 في جامايكا - ) هو لاعب كرة قدم جامايكي في مركز الهجوم. شارك مع منتخب جامايكا لكرة القدم. أما مع النوادي، فقد لعب مع نادي سونغ لام نغي أن وDong Thap FC ‏ وTivoli Gardens F.C. ‏ وRivoli United F.C. ‏ وWadadah F.C. ‏.

## روابط خارجية
- ديفون هودغز على موقع قاعدة بيانات كرة القدم.إي يو (الإنجليزية)
- ديفون هودغز على موقع ناشيونال فوتبول تيمز (الإنجليزية)
- ديفون هودغز على موقع Soccerway.com (الإنجليزية)